# 陳士儀
陳士儀（1508年—？），字德隅，福建福州府閩縣人，軍籍，明朝政治人物。

## 生平
嘉靖十三年（1534年）甲午科福建鄉試第四十六名舉人。嘉靖十四年（1535年）中式乙未科會試第二百二十名，登第三甲第一百四十六名進士。授吉安府推官。

## 家族
曾祖陳伯剛；祖父陳文衡，知州；父陳洛，母石氏。慈侍下。